# Aleksandr Basjminov
Aleksandr Vasiljevitsj Basjminov (Russisch: Александр Васильевич Башминов) (Ibressi, 7 mei 1978), is een voormalig professionele basketbalspeler die speelde voor het nationale team van Rusland. Hij heeft de medaille gekregen van Meester in de sport van Rusland.

## Carrière
Basjminov begon zijn profcarrière bij CSK VVS in 1994. In 1996 ging Basjminov spelen voor CSKA Moskou. Met CSKA werd Basjminov een keer landskampioen van Rusland in 1998. In 1998 stapte Basjminov over naar Ural-Great Perm. Met Ural-Great werd hij twee keer landskampioen van Rusland in 2001 en 2002. In 2002 verliet Basjminov Ural-Great en keerde terug naar CSKA Moskou. Met CSKA werd Basjmoniv twee keer landskampioen van Rusland in 2003 en 2004. In 2004 vertrok Basjminov naar PAOK Saloniki in Griekenland. In 2005 ging Basjminov spelen voor CSK VVS Samara. Na een jaar keerde Basjminov terug naar Ural-Great Perm. In 2009 ging Basjminov spelen voor Trioemf Oblast Moskou Ljoebertsy. Na een jaar vertrok Basjminov bij Trioemf en vertrok naar Spartak Sint-Petersburg. Met Spartak werd Basjminov bekerwinnaar van Rusland in 2011. Na een jaar ging Basjminov nog spelen voor Parma Perm maar in 2013 stopte hij met basketballen. Hij is momenteel de algemeen directeur van de basketbalclub Parma Perm.

## Erelijst
- Landskampioen Rusland: 5
  - Winnaar: 1998, 2001, 2002, 2003, 2004
  - Tweede: 2000
  - Derde: 1995
- Bekerwinnaar Rusland: 1
  - Winnaar: 2011